# 徐正剛
徐 正剛（じょ まさたか）は、日本の経営者。富士ゼロックスチャイナ社長

## 人物・来歴
東京都出身。慶大商卒。1978年に富士ゼロックス入社。中国通として知られ、2012年に中国の有力経済誌「週刊第一財経（CBN Weekly）」が主催する「CBN革新50人」で、「CSR革新者賞」を受賞した。

## 略歴
- 1978年 - 慶應義塾大学商学部卒業、富士ゼロックス入社
- 1983年 - 国際大学国際関係学研究科修了
- 2006年 - 富士ゼロックス香港社長
- 2008年 - 中国事業本部長、富士ゼロックスチャイナ社長